# قلعة وادرين
قلعة وادرين، هي عبارة عن سكّة حديدية كانت تُستخدم قديماً لنقل الأسلحة والأمتعة من وإلى أماكن مختلفة. وكان يقوم الأتراك بتجميع الأسرى الذين يأخذونهم من الجزيرة العربية في قلعة وادرين ليتم نقلهم بعد ذلك إلى بلاد الأتراك، وكان ذلك عندما أَحكم الاتراك سيطرتهم، ونفوذهم،  بسنجق نجد

## نبذة عن القلعة
تقع قلعة وادرين في مدينة تبوك في المملكة العربية السعودية التي قام الأتراك ببنائها، وكانت قلعة ودارين قديماً من أحد أكثر الأماكن رعباً وقلقاً لسكان المنطقة، لأنّ الأتراك كانوا عندما يُدخلون شخصاً إلى قلعة ودارين لا يخرجوه منها أبداً إلّا في بعض الحالات النادرة والقليلة، فقد تمّ استخدام قلعة وادرين من قِبل الأتراك كسجن ومعتقل يتم فيه سجن الاشخاص المعتقلين لفترات طويلة وقد لا يخرجونه من السجن أبداً، وكان الأتراك يقومون بتنفيذ حكم الإعدام بحق بعض السجناء بالإضافة إلى ترحيل عدد كبير من سجناء شبه الجزيرة العربية إلى بلاد الأتراك ليتم استعبادهم، وغالباً ما كان السجناء هم من فئة المعارضين الذين كانوا ينتقدون نظام الحكم التركي في بلاد الحجاز ممّا وضعهم في دائرة الخطر

## سبب تسمية قلعة وادرين
ويعود سبب تسمية قلعة وادرين حسب ما يقول البعض وكما هو شائع بأن امرأة اسمها وادرين كانت تعيش في منطقة القصيم في المملكة العربية السعودية هي وزوجها الذي كان يعرف عنه ويشاع حبه الكبير لها والذي كان يحقّق لزوجته وادرين كل ما تطلبه وترغب به وتتمناه، وفي إحدى الأيام طلبت وادرين من زوجها المُحِب أن يأخذها برحلة إلى البحر لرغبتها في ركوب القارب، وبعد أن ركبت وادرين وزوجها القارب جاءت أمواج عالية من المياه ممّا أدى إلى غرق القارب ووفاة الزوج، أمّا وادرين فاستطاعت النجاة بحياتها وذهبت بها المياه إلى مكان مهجور كان به قلعة، فسكنت وادرين هذه القلعة، وعندما تمّ اكتشاف القصة التي كتبتها وادرين عن حياتها تمّ تسمية قلعة وادرين نسبة إلى اسمها لأنها أوّل من سكن قلعة وادرين.

## تاريخ القلعة
ويعود تاريخ بناء القلعة التركية وادرين إلى عام 1559م للميلاد، وتعتبر من أقدم القلاع الأثرية الموجودة في المنطقة والتي تدل على سيطرة الحكم التركي على المنطقة، ونظام الحكم الذي قام الأتراك باتباعه الذي يعتمد على التخويف والترهيب لتفادي المشاكل، والقصاص، والعقاب في حالة التسبّب بأي مشاكل، وبما أنّ قلعة وادرين من القلاع القديمة جداً فإنّ الحكومة في المملكة العربية السعودية قد قامت بالعديد من عمليات الترميم وإعادة هيكلة القلعة من قِبل وكالة الآثار والمتاحف، وذلك للمحافظة على القلعة، وعلى تصميمها، وعلى بنائها لتبقى صامدة في وجه الزمن الذي يمر ويتعاقب عليها عبر العصور

## أقسام القلعة
تحتوي قلعة وادرين على دورين يوجد فناء غير مغطى بالدور الأول، ويوجد سلالم توصل إلى الدور الثاني، وعدد من الحجرات ومسجد غير مغطى بالسقف، ويوجد بالقلعة أبراج مراقبة وحراسة، كما يوجد بئر ماء بالقلعة وسجن يتوفر به أدوات ضرب معدنية، كما يوجد بقلعة وادرين تمثال لسجين وجلاد.
أصبحت القلعة الآن مزارًا سياحيًا يذهب إليها السياح لإلتقاط الصور، وتبلغ مساحة القلعة عشرين ألف متر مربع، ويوجد بها أماكن لتخزين الأسلحة والمعدات ومستودعات لحفظ الطعام الخاص بالجنود، كما يوجد بها مسجد وغرف للجنود وحراس القلعة.

### قلعة وادرين بلغاريا
فتح العثمانيون بلغاريا عام 1396 ميلاديًّا، وأصبحت بلغاريا تحت الحكم العثماني، ووصل العثمانيون إلى أطراف الدانوب، وسيطروا على طريق التجارة الذي كان يربط بين أكبر 7 دول أوروبية، منها ألمانيا وفرنسا. وتمركز العثمانيون في قلعة "وادرين"، واتخذ العثمانيون من قلعتها مركزًا لاستقبال الأسرى نظرًا لموقعها الاستراتيجي على ضفة نهر الدانوب. وتغطي مساحتها 60 ألف متر مربع. والحقيقة التاريخية تثبت أن القلعة كانت مساحتها لا تزيد على 20 ألف متر، وزاد البناء فيها العثمانيون، وأضافوا مستودعات للطعام والمعدات الحربية، فضلاً عن غرف للحرس ومسجد للصلاة. واستطاع العثمانيون من خلال السيطرة على تلك القلعة أن يسيطروا على أكبر أنهار أوروبا وتجارتها.

### قلعة وادرين تبوك
حسبت التوثيق، فإن القلعة في تبوك بُنيت عام 1559 ميلاديًّا، وجُددت مع أول خط سكك حديد في الحجاز 1906. وانتشرت الروايات والأساطير أيضًا حول قلعة وادرين بتبوك.وتتشابه مهمات القلعة في تبوك بمهمات القلعة في بلغاريا؛ إذ كانتا مركزًا لنقل العتاد والسلاح والجنود والأسرى بين مراكز وميادين القتال.